# Туризм у Чорногорії

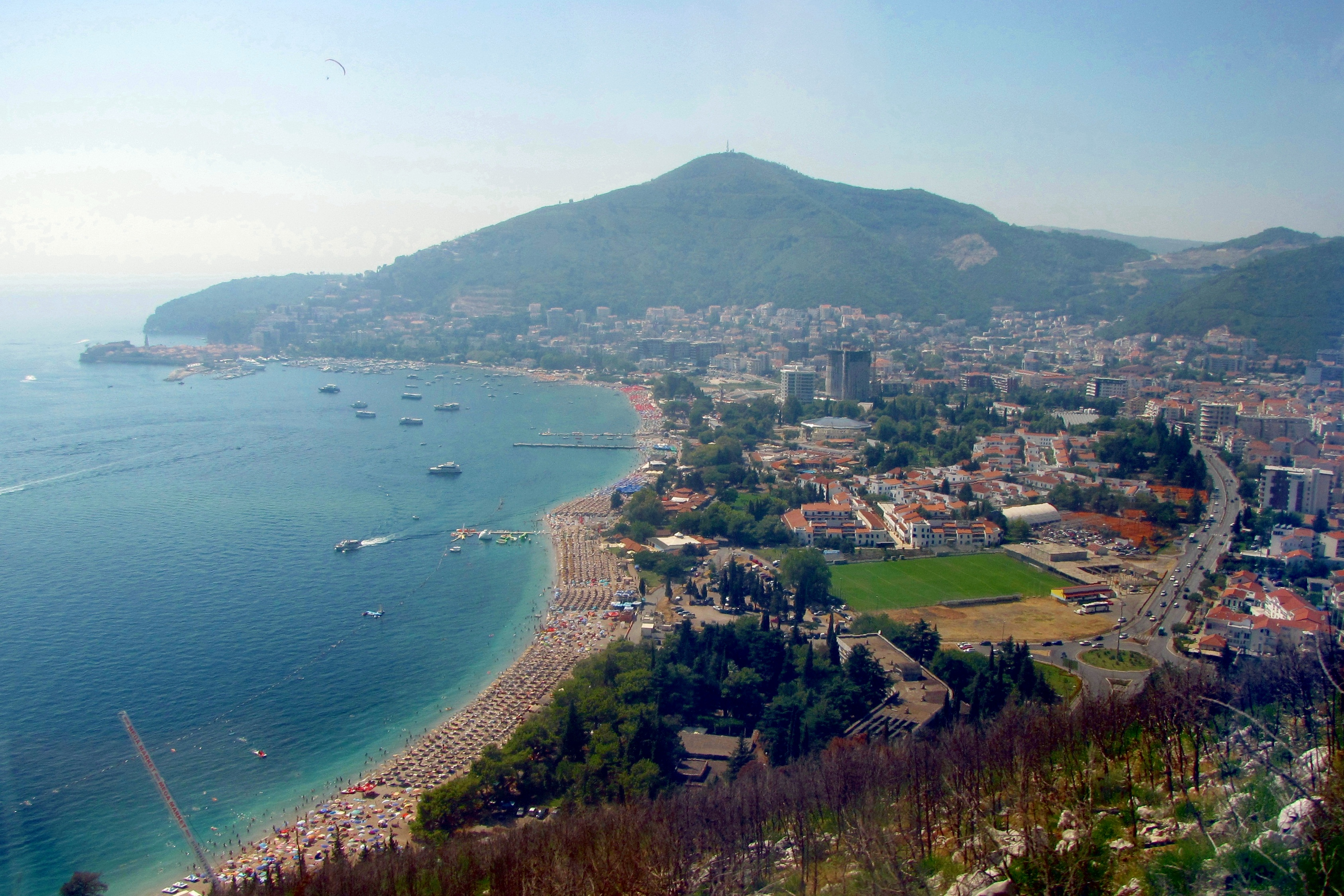

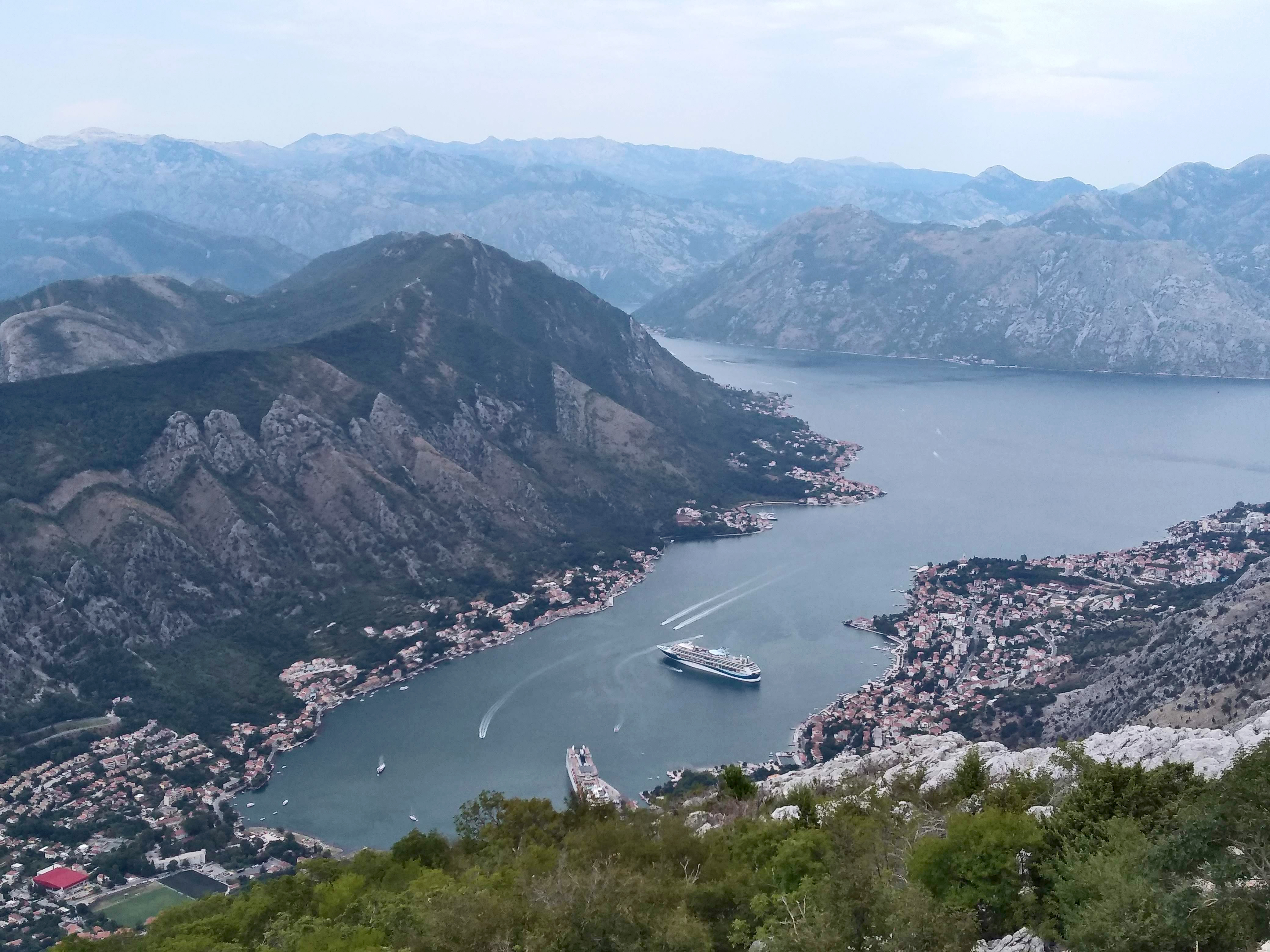

Туризм у Чорногорії є однією з провідних галузей економіки, що стрімко розвивається. Популярність країни зростає протягом кількох років. З 2011 по 2021 рік кількість туристів у Чорногорії зросла майже вдвічі, з 1,19 мільйона до 2,34 мільйона відвідувачів. Це значне зростання туризму зміцнило економіку країни, зробивши її одним із секторів, що розвиваються найшвидше .У лютому 2023 року кількість іноземних відвідувачів Чорногорії зросла на 52,2% порівняно з аналогічним періодом минулого року.
Країна славиться пляжними курортами Будванської Рів’єри та Которською затокою, внесеною до списку Всесвітньої спадщини ЮНЕСКО.

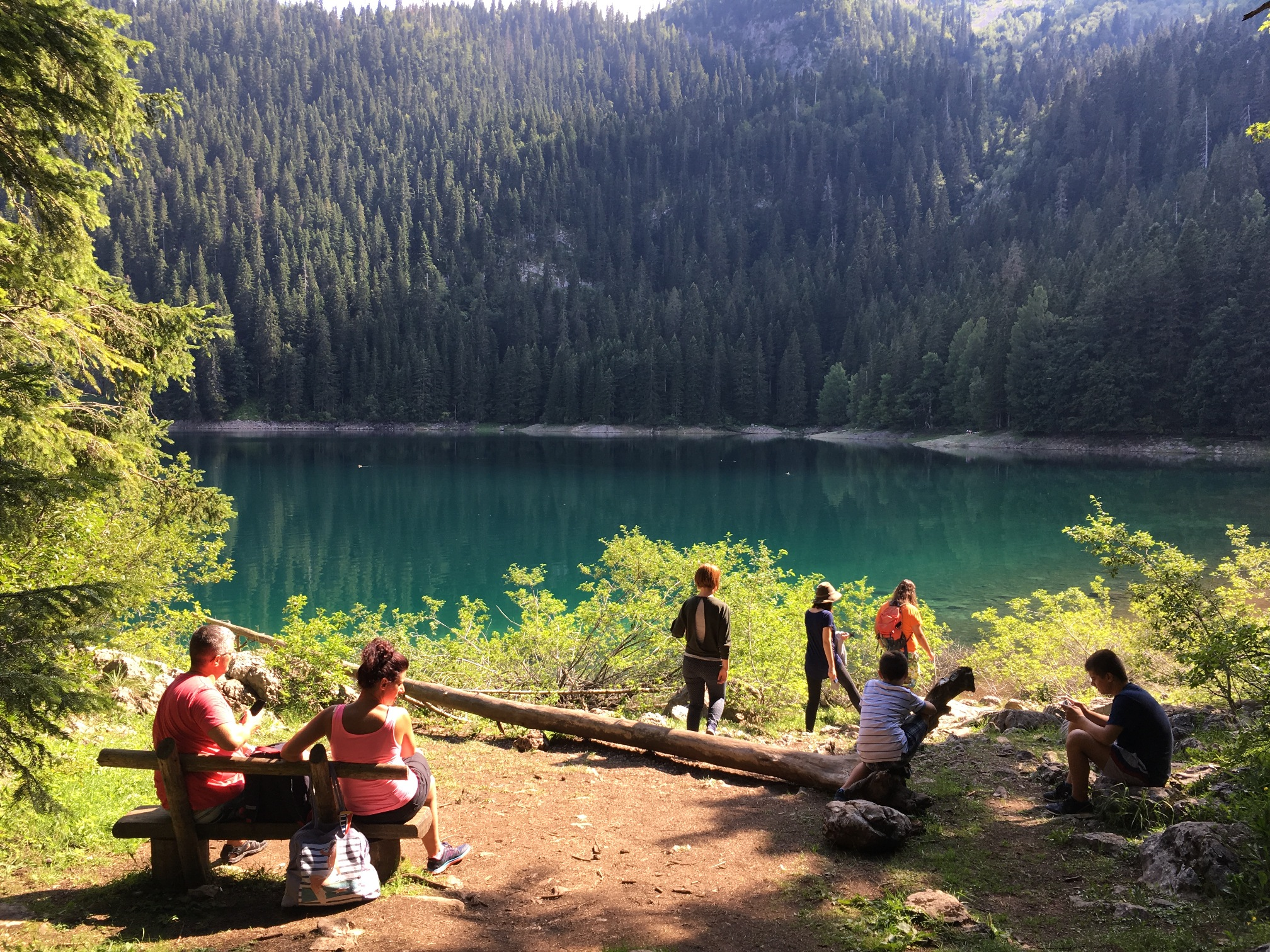

## Популярні напрямки
| Будва        | 692.000 |
| Герцег-Новий | 229.000 |
| Бар          | 156.000 |
| Ульцинь      | 125.000 |
| Котор        | 56.000  |
| Подгориця    | 53.000  |

Найпопулярнішими серед туристів є міста:
Старе місто Котор та Національний парк Дурмітор занесені до переліку Світової спадщини ЮНЕСКО.
Будва
Будва є одним із найстаріших міських центрів на Адріатиці з понад 2500-річною історією. Розташоване на узбережжі, це  місто найбільш відвідуваний курорт Чорногорії. Клімат тут має середземноморський характер з м'якою зимою та тривалим, жарким літом. Найвища температура у липні, близько 30 градусів. Середньорічна температура становить 15,8 градусів, і купальний сезон триває понад 180 днів.
Найцікавіші пам'ятки Будви включають: Старе місто Будви, Цитадель Будви, Пам'ятник балерині та Церква Святого Йована.
Герцег-Новий
Герцег-Новий, розташований на узбережжі Адріатичного моря в Чорногорії, має багату історію. Засноване на античних поселеннях, місто має помірний середземноморський клімат і теплі літа. Липень та серпень - найтепліші місяці, і море стає ідеальним для купання. Основні визначальні точки: Герцег-Нового включають Старе місто, Фортецю Канле, Парк Црвена Глава, Острів Мамула та Мостарску фортецю.
Бар
Місто Бар історично значуще, охоплює періоди від античності до сучасності. Розташоване на березі Адріатичного моря. Літні температури коливаються від 25°C до 35°C, з теплим морем для купання, в той час як узимку повітря може мати температуру від 7°C до 15°C. Основні архітектурні пам'ятки включають:Фортецю Старий Бар, Оливковий гай, Центральний регіональний музей Бара та Манастир Ратац.
Ульцинь
Ульцинь, заснований в римські часи, має тисячолітню історію, що включає період влади різних культур. Визначальні місця для відвідування включають: Манастир Михайлів, Пляж Велика Плажа, Фортецю Ульцинь та Острів Ада Бойан.
Котор
Котор - місто, оточене величезним національним парком і гірськими ландшафтами. Це ідеальне середовище для активного відпочинку, такого як гірські походи та велосипедні маршрути. Місця для відвідування включають: Которську фортецю, Передгір'я Ловћена, Церкву Святого Трифона та Променаду Котора.
Подгориця
Подгориця, столиця Чорногорії. Засноване в античні часи, місто пережило владу різних імперій. Місця для відвідування включають: Міст Міленіум, Парк Національної Героїни та Музей Міста Подгориця.

## Про країну
Ця країна має площу 13 812 км² та населення більше 620 тисяч осіб 1. Чорногорія має дві гірськолижні станції - Колашин та Забљак, які пропонують відпочинок на гірських схилах 2. Крім того, Чорногорія має багато красивих пляжів, які пропонують відпочинок на сонці, плавання, водні види спорту та інші розваги. Найбільш популярні пляжі в Чорногорії - Будва, Бечичі, Херцег-Нові, Ульцинь та Бар 1.
Чорногорія має багату історію, яка починається з раннього Середньовіччя. На території сучасної Чорногорії містилися три південнослов’янські князівства: Дукля (південь), Травунія (захід) та Рашка (північ). У XIV—XV століттях тут виникло князівство Зета. З кінця XIV до кінця XVIII століття велику частину південної Чорногорії контролювала Венеційська республіка (під назвою Венетська Албанія) 1.
Чорногорія є членом ООН, НАТО, СОТ, ОБСЄ, Ради Європи та Центральноєвропейської асоціації вільної торгівлі. Також Чорногорія є серед країн-засновниць Середземноморського союзу, а також перебуває в процесі приєднання до Європейського Союзу 1.

## Управління туризмом
У Чорногорії за розвиток туризму відповідають:
- Міністерство економічного розвитку та туризму: Визначає політику розвитку туризму та здійснює контроль за її дотриманням.
- Національна туристична організація Чорногорії: Просуває країну як туристичний напрямок на міжнародному рівні.
- Місцеві туристичні організації: Розвивають туризм на регіональному рівні.

### Національна рада з туризму
Чорногорія також знаходиться в процесі створення Національної ради з туризму. Ця рада буде:
- Пропонувати та реалізувати заходи для розвитку туризму.
- Підвищувати стандарти в туристичній сфері.
- Зміцнювати економіку шляхом інтеграції туризму з іншими галузями.
- Створити стабільне діловий та інвестиційне середовище для туризму.
- Підвищувати рівень задоволення туристів.

До складу Ради увійдуть представники державних органів, приватного сектору та інших зацікавлених сторін.

### Реструктуризація туристичних організацій
Чорногорія розглядає можливості реструктуризації туристичних та економічних організацій шляхом запровадження моделі управління напрямком. Ця модель передбачає:
- Співпрацю державних органів, приватного сектору та місцевих громад.
- Стратегічне планування розвитку туризму.
- Ефективне управління ресурсами.[4]

### Витрати на розвиток туризму
Згідно з даними Всесвітньої туристської організації, в 2020 році Чорногорія витратила на розвиток туризму 2,3% від ВВП.

## Економічний вплив туризму
Туризм є важливою частиною економіки Чорногорії, складаючи 9,5% ВВП у 2019 році. Міжнародний туризм домінує, з 95,5% ночівель, проведених іноземними туристами в 2019 році. В  основному це люди з Сербії, Боснії та Герцеговини, Росії та Німеччини. 
Проте пандемія COVID-19 сильно вплинула на туризм, зменшивши надходження на 86% у 2020 році.Через пандемію було втрачено тисячі робочих місць у туристичному секторі. Як приклад Готель "Aman Sveti Stefan", один із найрозкішніших готелів Чорногорії, був змушений закритися на п'ять місяців у 2020 році через пандемію. Це призвело до збитків у мільйони євро та втрати робочих місць для сотень працівників.
Кількість туристів почала відновлюватися в 2021 році, досягнувши 64%.Доходи від туризму в 2021 році зросли на 82% порівняно з 2020 роком, досягнувши 290 мільйонів євро. Уряд Чорногорії почав інвестувати в будівництво аеропортів готелів для туристів та доріг . Автомагістраль Подгориця-Матішево нова автомагістраль, відкрита у 2022 році, скоротила час подорожі між столицею Чорногорії, Подгорицею, та популярним курортним містом Будва на 30 хвилинТакож аеропорт Тиват, який обслуговує популярні курортні міста Будва, Котор і Герцег-Нові, був розширений у 2021 році, щоб вмістити більше пасажирів і рейсів.
Витрати туристів у Чорногорії зросли на 21,6% у 2023 році порівняно з 2019 роком. Очікується, що витрати туристів у Чорногорії зростатимуть на 4,3% щорічно протягом наступних 10 років. Це свідчить про те, що туризм, ймовірно, залишатиметься важливим сектором економіки Чорногорії протягом найближчих років.

## Національна кухня

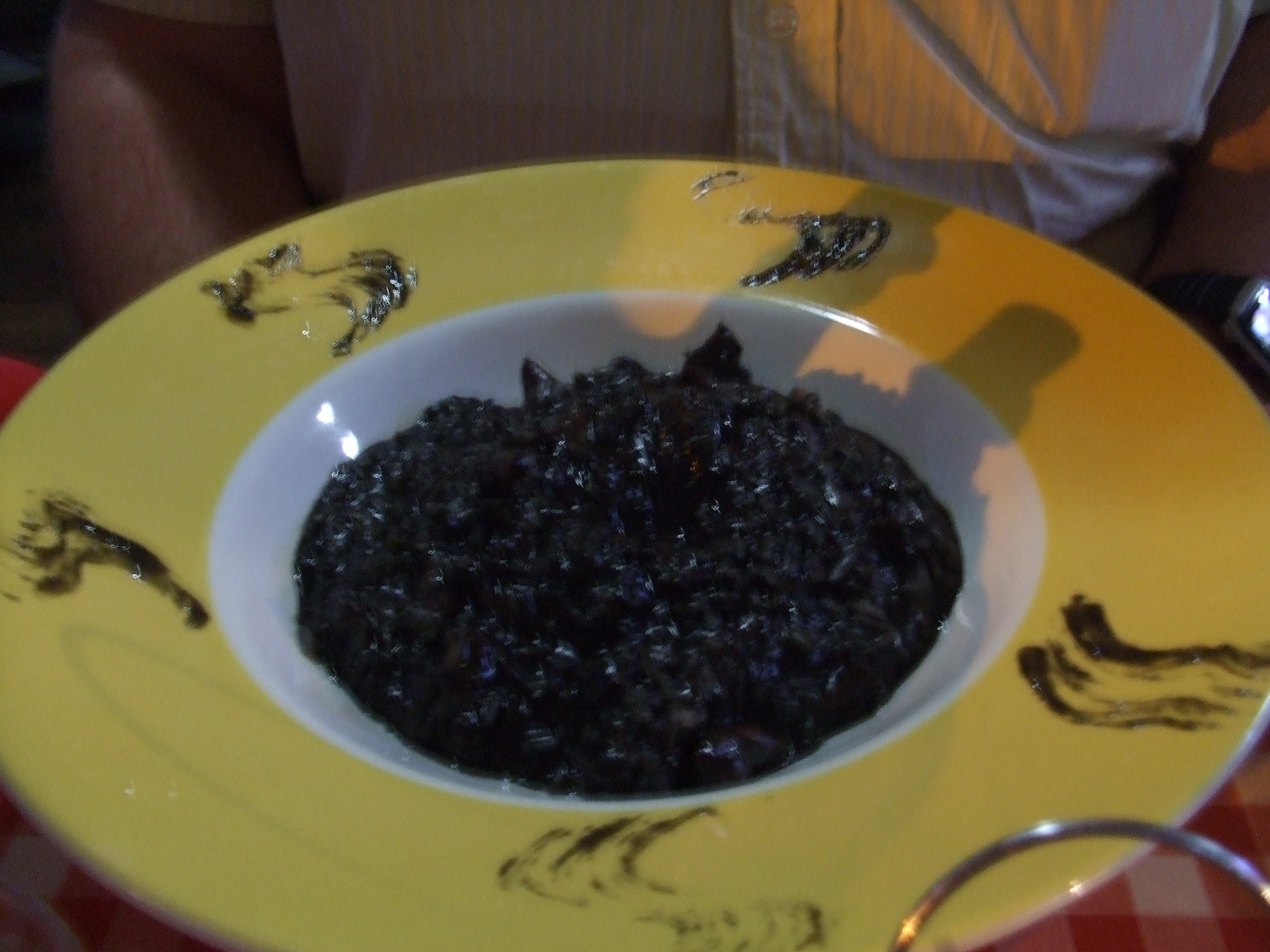

Чорногорія має багату кулінарну спадщину, яка включає в себе різноманітні страви з м’яса, риби та овочів. Ось деякі з найбільш популярних страв Чорногорії:
1. Njegusi Proscuitto: Це смажений шинок, який зазвичай подається з місцевим сиром або готується з капустою .
2. Buzara: Це страва з морепродуктів, таких як міді, креветки та креветки, які готуються в червоному або білому соусі .
3. Ispod Saca: Це страва з м’яса, зазвичай телятина, яка повільно печеться з картоплею, морквою, цибулею та іншими овочами під металевою куполом, покритим вугіллям .
4. Crni Rižoto: Це ризотто з чорних каракатиць, яке має неповторний смак завдяки чорнилу каракатиці, білому вину, лавровому листу, часнику та мускатному горіху .
5. Montenegrin Lamb in Milk: Це страва з ягнятина, яке повільно тушкується в молоці з картоплею, морквою, фенхелем, розмарином, часником, петрушкою та приправами.